# Gud har skapat allting
Gud har skapat allting är en sång från 1958, med text av Anders Frostenson och musik av Erhard Wikfeldt.
Texten är upphovsrätsligt skyddad till år 2077.

## Publikation
- Kyrkovisor för barn som nr 777 under rubriken "Levnaden".
- Smått å gott (Musikåret 1977|1977) under ämnesområdet "Visor av kristen karaktär".
- Den svenska psalmboken 1986 som nr 344 under rubriken "Gud vår Skapare och Fader".
- Svensk psalmbok för den evangelisk-lutherska kyrkan i Finland (1986) med nr 454 under rubriken "Guds skapelse"
- Psalmer och Sånger 1987 som nr 358 under rubriken "Fader, Son och Ande - Gud, vår Skapare och Fader".[2]
- Segertoner 1988 som nr 633 under rubriken "Tillsammans i världen - Tillsammans med barnen".[1]
- Frälsningsarméns sångbok 1990 som nr 485 under rubriken "Lovsång, tillbedjan och tacksägelse".

## Inspelningar
En tidig inspelning gjordes på en skiva med sånger från Frälsningsarméns sångbok i arrangemang av Åke Pettersson och Krister Lundkvist, och gavs ut på skiva 1990.

### Fotnoter
1. 1 2  Heinerborg, Karl-Erik; Lennart Jernestrand (1988). Segertoner melodisångbok. Stockholm: Förlaget Filadelfia. Libris 911558
2. ↑   Psalmer och sånger. Örebro: Libris. 1987. Libris 7623713. ISBN 91-7214-134-4
3. ↑  ”Svensk mediedatabas”. http://smdb.kb.se/catalog/id/001483484. Läst 18 maj 2011.